# Bandiera Contarina
La bandiera contarina è un vessillo storico della Repubblica di Venezia, databile alla seconda metà del XVII secolo. In epoca successiva alla caduta della Repubblica di San Marco è stata definita "contarina" perché si riteneva che sventolasse sulla nave del doge Domenico II Contarini. La bandiera originale è conservata presso il Museo Correr di Venezia, nella sala delle bandiere.

## Storia
La comparsa della bandiera contarina risale al dogato di Domenico II Contarini, doge della Repubblica di Venezia tra il 1659 e il 1675. Si tratta di un paviglione, che sventolava sulla nave dogale, e può quindi essere considerata una delle bandiere storiche della Repubblica di Venezia. Non si hanno notizie dell'artigiano o dell'artista cui il doge Contarini demandò l'elaborazione e l'esecuzione del paviglione.
Il vessillo Contarini è tra i pochi scampati alla "strage" iconoclasta dei leoni marciani, perpetrata dagli occupanti francesi e dai giacobini locali a partire dal 1797 quale distruzione simbolica dell'ancien régime.
Nel 2018 le associazioni che organizzano la rievocazione delle Pasque veronesi ne hanno curato una riproduzione, d'intesa con la Regione del Veneto.

## Descrizione
(Lorenzo de Monacis, Chronicon de rebus Venetis)

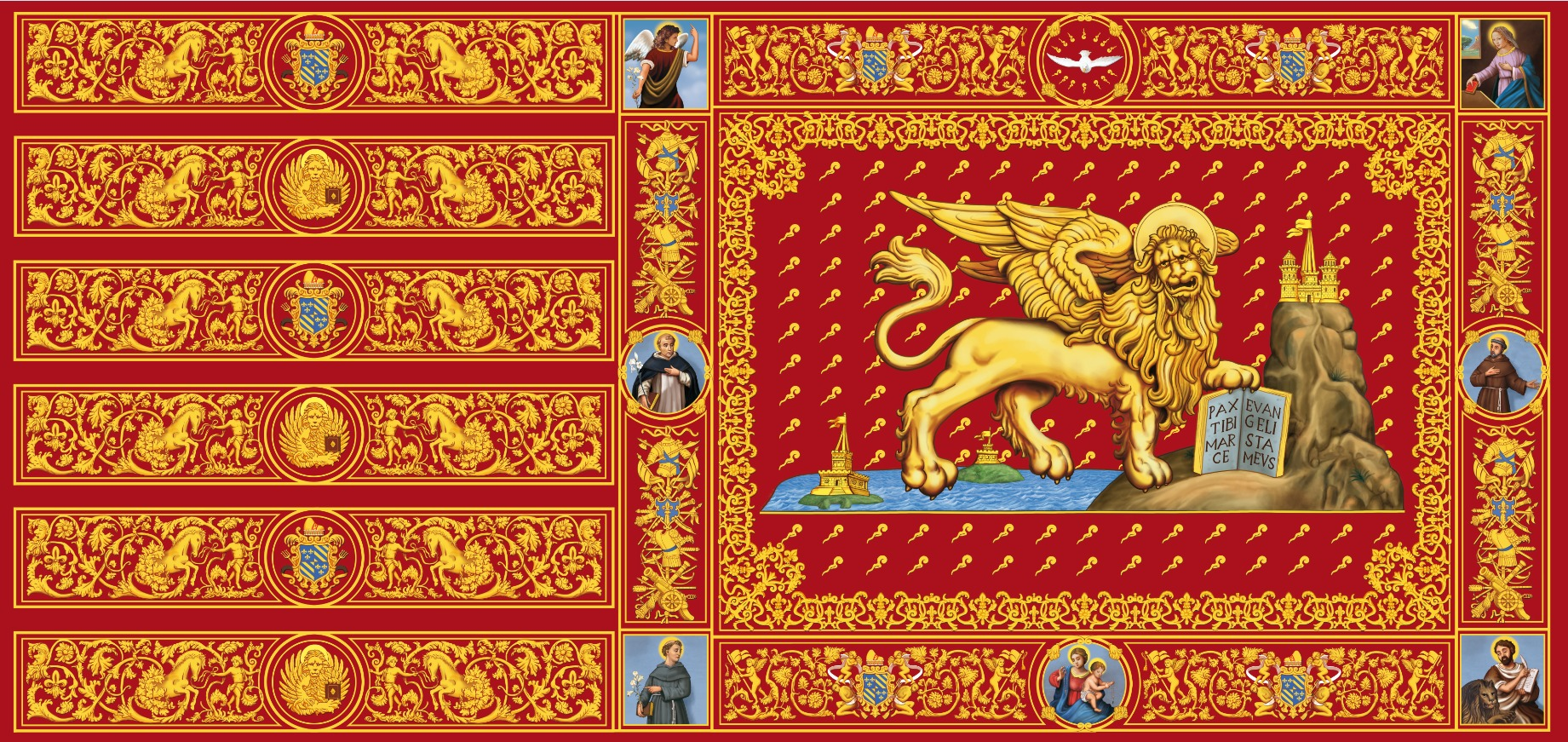
La bandiera nella versione originale destrogira, ridisegnata dall'illustratore Oliviero Murru.

Il vessillo originale è esposto al Museo Correr di Venezia su un'intera parete della sala delle bandiere; tessuto in seta rossa, misura 6,5 m di lunghezza e 6,2 m di altezza, mentre ciascuna delle sei code è lunga 2,5 m.
Sebbene i colori ufficiali di Venezia siano l'azzurro e l'oro, nel vessillo Contarini predominano i colori rosso e oro della Marina, retaggio di quella imperiale romana e poi bizantina.  Il rosso del gonfalone Contarini è quello amaranto o rosso cupo, tipico dei vessilli di mare veneziani e della divisa delle truppe degli Schiavoni, tra i più fedeli alla Repubblica di Venezia.
Va ricordato che i vessilli della Serenissima, tanto sul mare quanto nei domini di Terraferma, al pari di quelli degli altri Stati di ancien régime, non erano codificati, come avviene invece per le bandiere moderne. Proprio per questo l'ufficialità della bandiera contarina, in quanto dogale, assurge a particolare importanza.

### Il leone e la colomba dello Spirito Santo

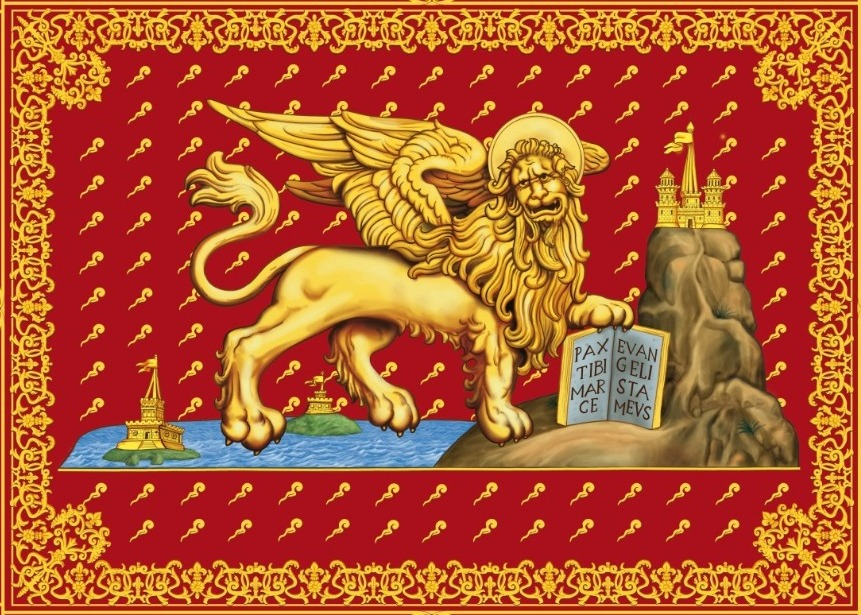
Il leone andante al centro del vessillo Contarini, ancora di foggia tardogotica e con la criniera flamboyante. Sulla belva, che poggia una zampa sull'acqua e una sul terreno, piovono le fiammelle dello Spirito Santo, simbolo di benedizione celeste sui domini veneziani di mare e di terra. L'alta montagna rappresenta l'Italia settentrionale

Nell'ancien régime, sui vessilli degli Stati europei campeggiavano spesso simboli sacri. Accanto all'aquila imperiale romana e del Sacro Romano Impero si trovava così l'aquila simbolo di san Giovanni evangelista, la croce di sant'Andrea Apostolo sul vessillo della Scozia, la croce di San Giorgio in quelli della Repubblica di Genova e dell'Inghilterra, fino al leone marciano del gonfalone veneziano.
Il carattere religioso del leone, che simboleggia san Marco, principale patrono della Repubblica di Venezia, si evince (oltre che dalla presenza di santi e di altre figure religiose) dal suo essere alato (allusione al saluto rivolto, secondo le leggende, a san Marco da un angelo) e dall'aureola d'oro, prerogativa iconologica dei santi., 
Fin dall'antichità paleocristiana, la figura del leone del tetramorfo è stata associata all'evangelista Marco perché il suo vangelo inizia con la predicazione di Giovanni Battista nel deserto: la sua esortazione alla conversione e alla penitenza, in preparazione della venuta del Cristo, era paragonabile al ruggito di un leone. Ponendo il leone al centro del vessillo, i Veneziani intendevano riconoscere una prerogativa unica al loro santo patrono, giungendo addirittura a identificare con lui lo Stato veneziano stesso.
Quello della bandiera contarina è un leone marciano di pace, andante e di rappresentanza. Non ha fauci spalancate in atteggiamento di minaccia; non reca né spada né croce. I lineamenti della figura sono ancora tardogotici, specie nella criniera fiammeggiante, il che contrasta con i fregi e con gli altri ricami di gusto barocco delle cornici. È destrogiro, cioè rivolto verso destra, in direzione del pennone navale o dell'asta che sorreggeva la bandiera, anche se ha il muso girato verso l'osservatore (tre quarti dei leoni marciani andanti muovono solitamente verso sinistra, sono cioè sinistrogiri, perciò il leone della bandiera contarina costituisce una rarità). Una zampa del leone sta sul mare, mentre l'altra poggia sulla terra, a simboleggiare il duplice dominio veneziano sullo Stato da Mar e sullo Stato da Tera; la montagna rappresenta quindi i domini di Terraferma, in particolare l'Italia nord-orientale, mentre le isole sono i domini veneziani sull'Adriatico e in Oriente. Dalla colomba dello Spirito Santo, posta in alto al centro del fregio, piovono su questi domini delle lingue di fuoco (come sugli Apostoli e sulla Vergine nel giorno della Pentecoste) a simboleggiare la benedizione di Dio sui territori veneziani.
La scritta latina sul libro allude all'apparizione a san Marco di un angelo, che secondo una leggenda avrebbe salutato l'evangelista con le parole: 
Secondo questi racconti, infatti, un angelo sarebbe apparso a san Marco dopo che l'evangelista aveva fatto naufragio nel golfo di Venezia, da lui percorso per il suo apostolato. L'angelo, dopo il saluto, gli avrebbe predetto che in quel luogo un giorno sarebbe sorta una grande città, dove avrebbero trovato riposo le sue spoglie (Hic requiescet corpus tuum).

### La bordatura interna attorno al leone
Nella intricatissima bordatura barocca che incornicia il leone ritorna spesso il motivo del giglio, richiamo sia al blasone dei Contarini (che compare più volte sulla bandiera), sia quale emblema di castità e di fede.
Negli angoli della cornice il giglio è gemmato, in attesa di sbocciare, con un richiamo biblico alla verga di Aronne racchiusa nell'Arca dell'Alleanza e miracolosamente fiorita, come segno divino della legittimità dell'autorità di Aronne e di suo fratello Mosè. La verga fiorita è altresì allusione al bastone di san Giuseppe, un ramo secco di mandorlo che - secondo una leggenda radicata nei vangeli apocrifi - sarebbe prodigiosamente sbocciato quando Giuseppe si presentò alla Vergine per chiederla in sposa, a preferenza degli altri pretendenti.
L'allegoria della vite, pure presente sul gonfalone — simbolo sia di prosperità sia di salvezza spirituale — si lega invece al sacrificio di Gesù Cristo, che versa il suo sangue per la redenzione degli uomini: 

### La bordatura esterna superiore

#### L'arcangelo Gabriele e la Vergine annunziata
Nella bordatura superiore della bandiera contarina sono raffigurati l'arcangelo Gabriele e la Vergine dell'Annunciazione (patrona di Venezia con san Marco e san Lorenzo Giustiniani). L'allusione non è soltanto al mistero cristiano dell'Incarnazione, ma anche alla ricorrenza della nascita di Venezia, avvenuta secondo la tradizione a Rialto il mezzogiorno del 25 marzo dell'anno 421.. Proprio «il 25 di marzo iniziava l'anno more veneto, ossia all'usanza dei veneti, poi anticipato, per comodità di calcolo e di scrittura al 1° di marzo, in ricordo della nascita di Venezia».
L'arcangelo Gabriele indica il cielo, alludendo al mistero dell'Incarnazione che sta per compiersi, mentre la Vergine è raffigurata in preghiera, con un libro in mano. Il paesaggio dietro di lei, oltre la finestra, mostra un raggio di luce che scende dalle nubi del cielo, simbolo della benedizione divina e dello Spirito Santo che si posa su di lei. Sul fondo del paesaggio, l'albero della vita dell'Eden, tipo della croce di Cristo e della Chiesa stessa.

#### Lo stemma Contarini con i prigionieri aggiogati
Sia nella fascia superiore del vessillo sia in quella inferiore si trova lo stemma del doge Contarini, sovrastato dal corno dogale. Sul blasone compaiono i gigli, concessi nel 1527 alla famiglia Contarini dal Re di Francia. Ai lati dello stemma ci sono due prigionieri musulmani inginocchiati, con le mani legate dietro la schiena e gli sguardi rivolti verso lo spettatore, avviluppati con delle bende allo stemma dogale e calpestati sulle teste da putti alati: è un'allusione ai prigionieri musulmani catturati durante la guerra di Candia combattuta contro i Turchi proprio durante il dogado del Contarini. Pur avendo inflitto ingenti sconfitte ai nemici, specialmente per mare, Venezia dovette comunque soccombere e cedere l'isola di Creta agli Ottomani, dopo 30.000 uomini caduti e 134 milioni di ducati perduti. In seguito, la sesta delle guerre turco-veneziane, denominata guerra di Morea (1684-1699) avrebbe assicurato a Venezia la conquista del Peloponneso greco, grazie alle vittorie del Capitano Generale da Mar Francesco Morosini, poi doge. Creta, tuttavia, era ormai persa per sempre.
Negli angoli della bordatura, altri putti alati, tra foglie e tralci di viti, sorreggono degli orifiamma o vessilli navali.

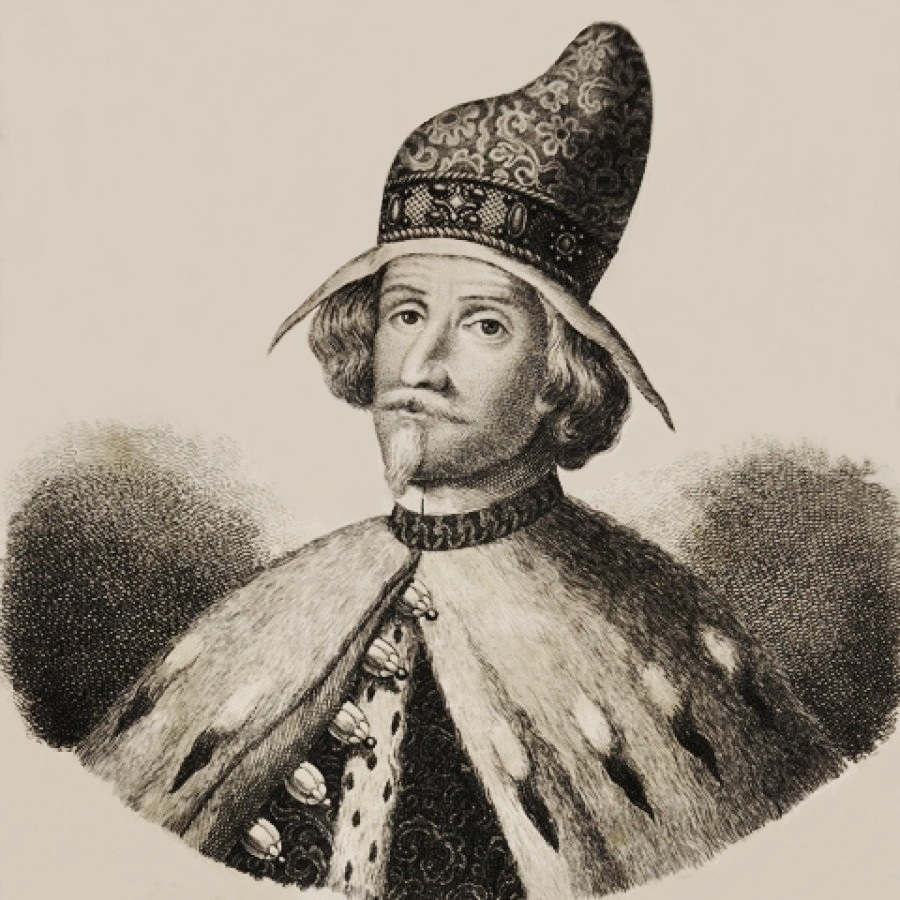
Ritratto del doge Domenico II Contarini, doge di Venezia dal 1659 al 1675, protagonista della difesa di Candia (occupata dai Veneziani nel 1204 nel contesto della quarta crociata) dall'attacco degli Ottomani.
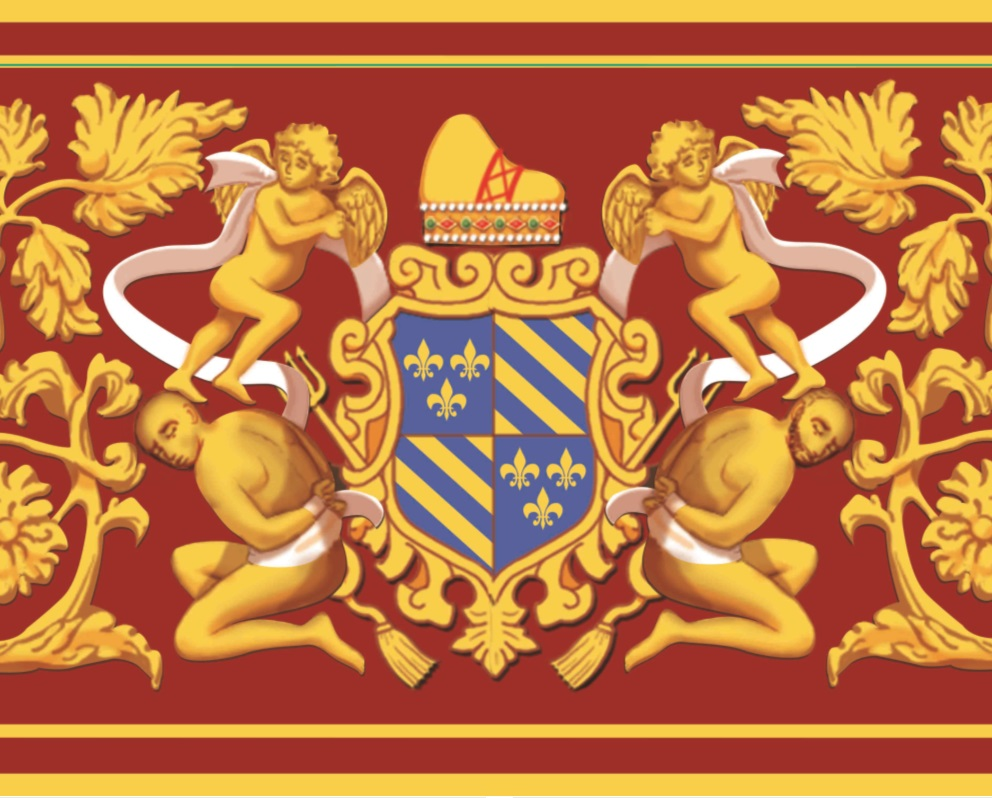
Lo stemma del Doge Domenico Contarini sormontato dal corno dogale, con i tridenti marini di Poseidone, simbolo del dominio della Serenissima sui mari, e i prigionieri musulmani aggiogati ai due lati e calpestati dai putti.
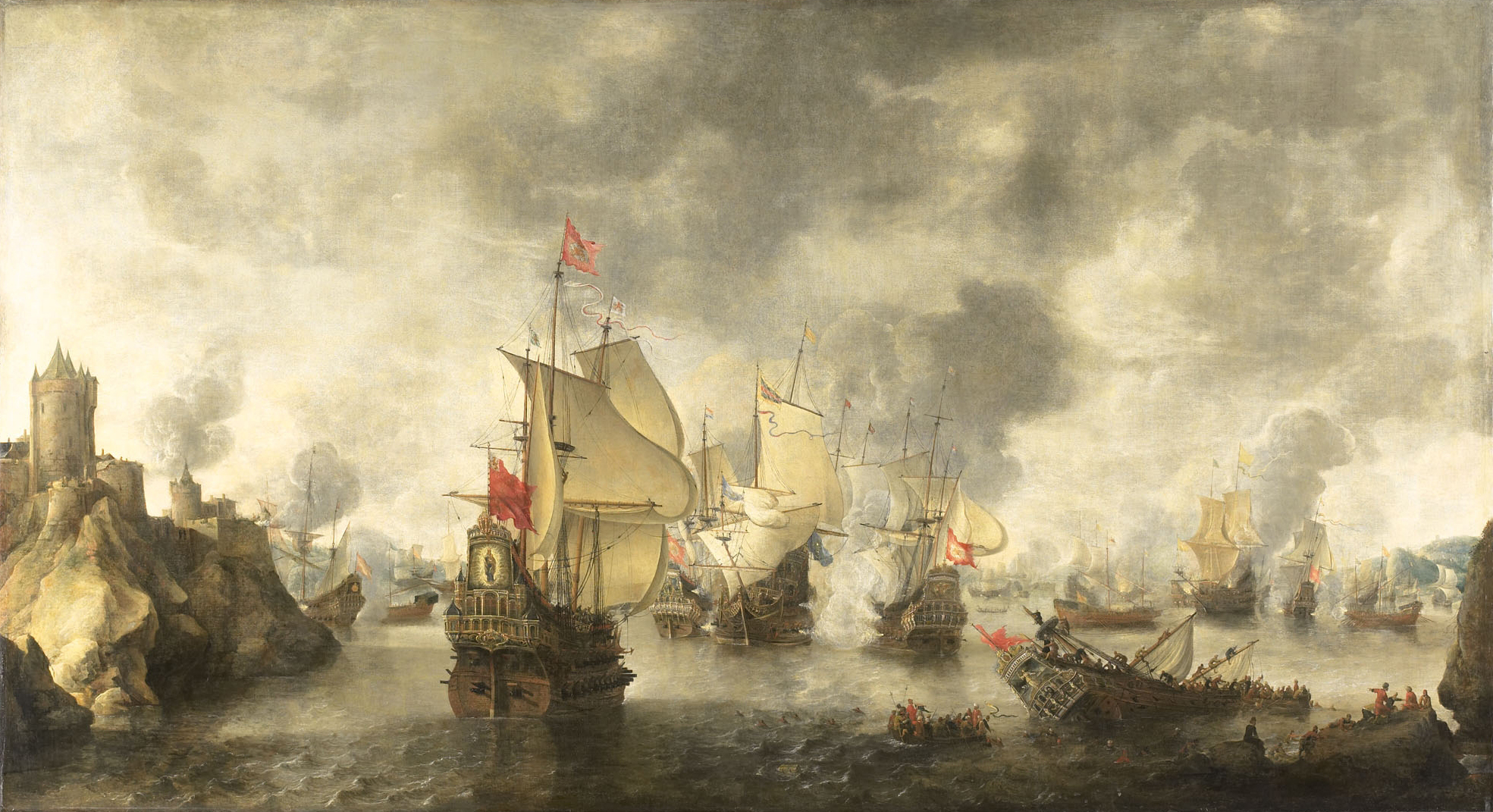
Assedio di Candia (isola di Creta) durante la quinta delle guerre turco-veneziane. Le flotte congiunte, veneziana (con diciannove navi soltanto) e olandese, comandate dall'ammiraglio Giacomo da Riva, forzano e affondano la flotta turca, forte di oltre cento navigli, nella sua base di Foça, l'antica Focea (12 maggio 1649). Dipinto di Abraham Beerstraten del 1656. Amsterdam, Rijksmuseum.
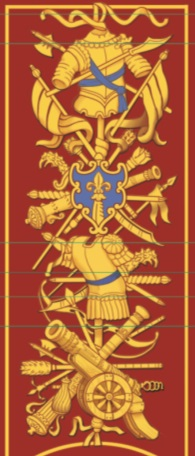
Le panoplie o trofei militari che adornano le bordature verticali e affiancano, a sinistra e a destra, il leone marciano.

### La bordatura esterna verticale
Sul bordo esterno verticale, sia a destra sia a sinistra del Leone, si fronteggiano panoplie (trofei bellici), intervallate rispettivamente dai tondi con san Domenico di Guzmán (a sinistra) e san Francesco d'Assisi (a destra): bastoni da passeggio degli ufficiali, archi e frecce, armature, loriche romane, spade e scimitarre, asce, tridenti marini di Nettuno, stendardi di guerra. E poi gli strumenti ordinariamente utilizzati dagli artiglieri e dai bombardieri civici sulle navi o sulle fortezze di terraferma: scovoli, accenditoi per infiammare le micce degli ordigni balistici, cavastracci o cavastoppacci per rimuovere i detriti dall'interno delle bocche da fuoco e cannoni incrociantisi l'uno con l'altro.

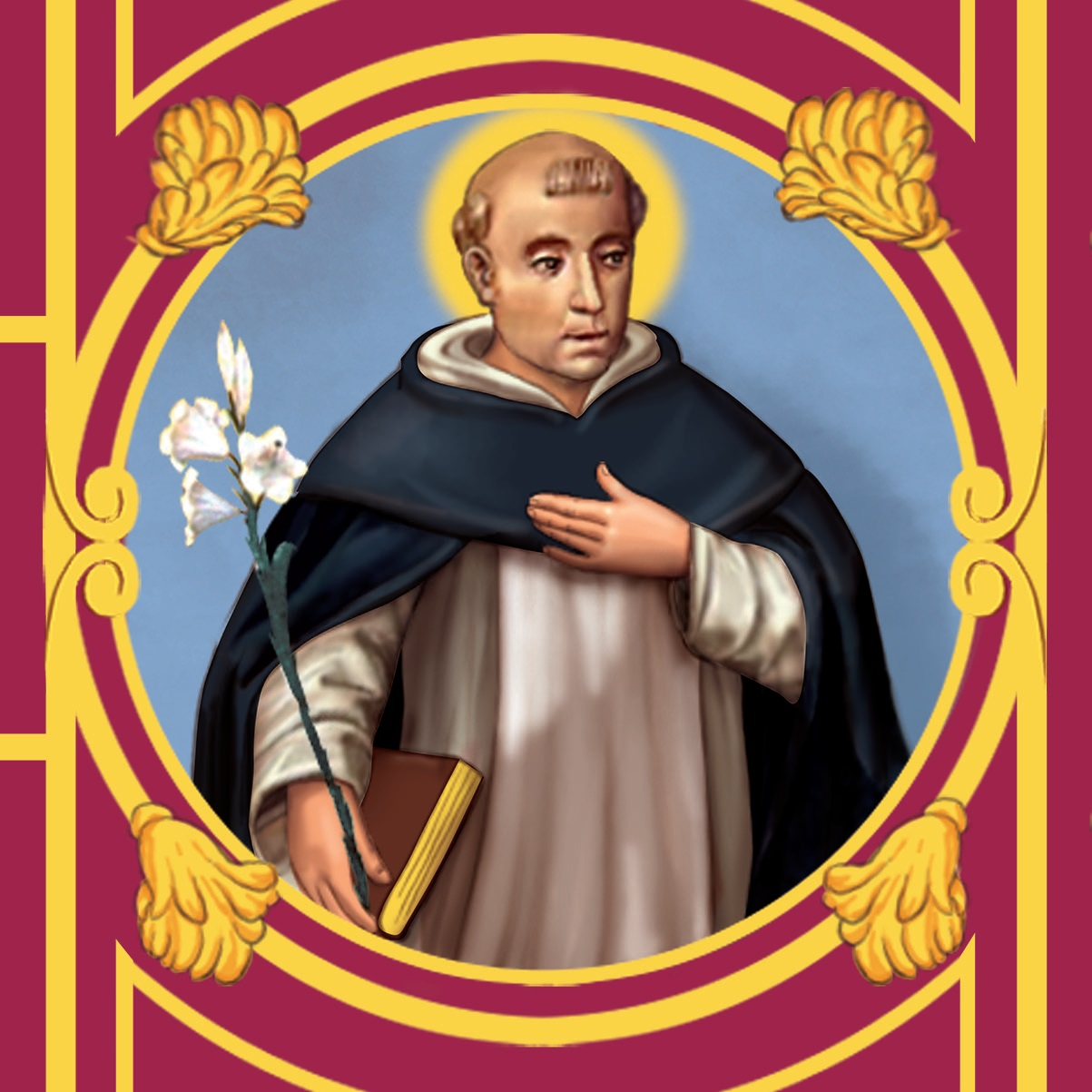
San Domenico di Guzmán, raffigurato tra altri santi sulla bandiera contarina

#### I tondi con i santi fondatori degli Ordini mendicanti
Rappresentati a mezzo busto nei tondi della bordatura verticale della bandiera si trovano i due maggiori fondatori degli Ordini mendicanti: a sinistra, san Domenico di Guzmán mentre a destra san Francesco d'Assisi.
San Domenico
San Domenico di Guzmán, fondatore dell'Ordine dei frati predicatori (comunemente detti frati domenicani), è rappresentato nel tondo con l'abito tipico dell'ordine, formato da una cocolla bianca e una cappa nera, un giglio e il libro in mano, simboli della sua castità e della sua dottrina. Il doge Domenico Contarini, oltre che devoto del santo di cui portava il nome, era anche un grande protettore ed estimatore dell'ordine domenicano, sostenendone apertamente l'azione nel contesto della controriforma. Nella chiesa del convento domenicano di Venezia, la basilica dei Santi Giovanni e Paolo, sono conservate molte tombe di dogi, e le spoglie di Marcantonio Bragadin, torturato e ucciso dai Turchi a Famagosta (Cipro) nel 1571. Nella stessa basilica domenicana si svolgevano normalmente i funerali dei dogi.
San Francesco
Anche san Francesco d'Assisi, fondatore dell'ordine dei frati minori, è patrono secondario di Venezia. Sulla bandiera è effigiato con il saio e le stigmate. Tra le chiese francescane di Venezia, quella di San Francesco della Vigna, costruita su un progetto di Andrea Palladio del 1562, su terreni di vigne fiorenti, donde il nome, è importante per la decifrazione della bandiera Contarina e della sua simbologia. Proprio fra i vigneti di San Francesco della Vigna sorgeva, infatti, un oratorio, San Marco in Vinea, costruito sul luogo in cui, secondo le leggende, san Marco avrebbe trovato riparo da una tempesta di mare:; proprio lì l'evangelista avrebbe ricevuto l'apparizione angelica e il saluto Pax tibi, Marce, evangelista meus, assurto poi a motto della Repubblica; qui aveva avuto luogo, inoltre, la contestuale predizione della nascita di Venezia e della sede che in città avrebbero trovato le spoglie dell'evangelista.

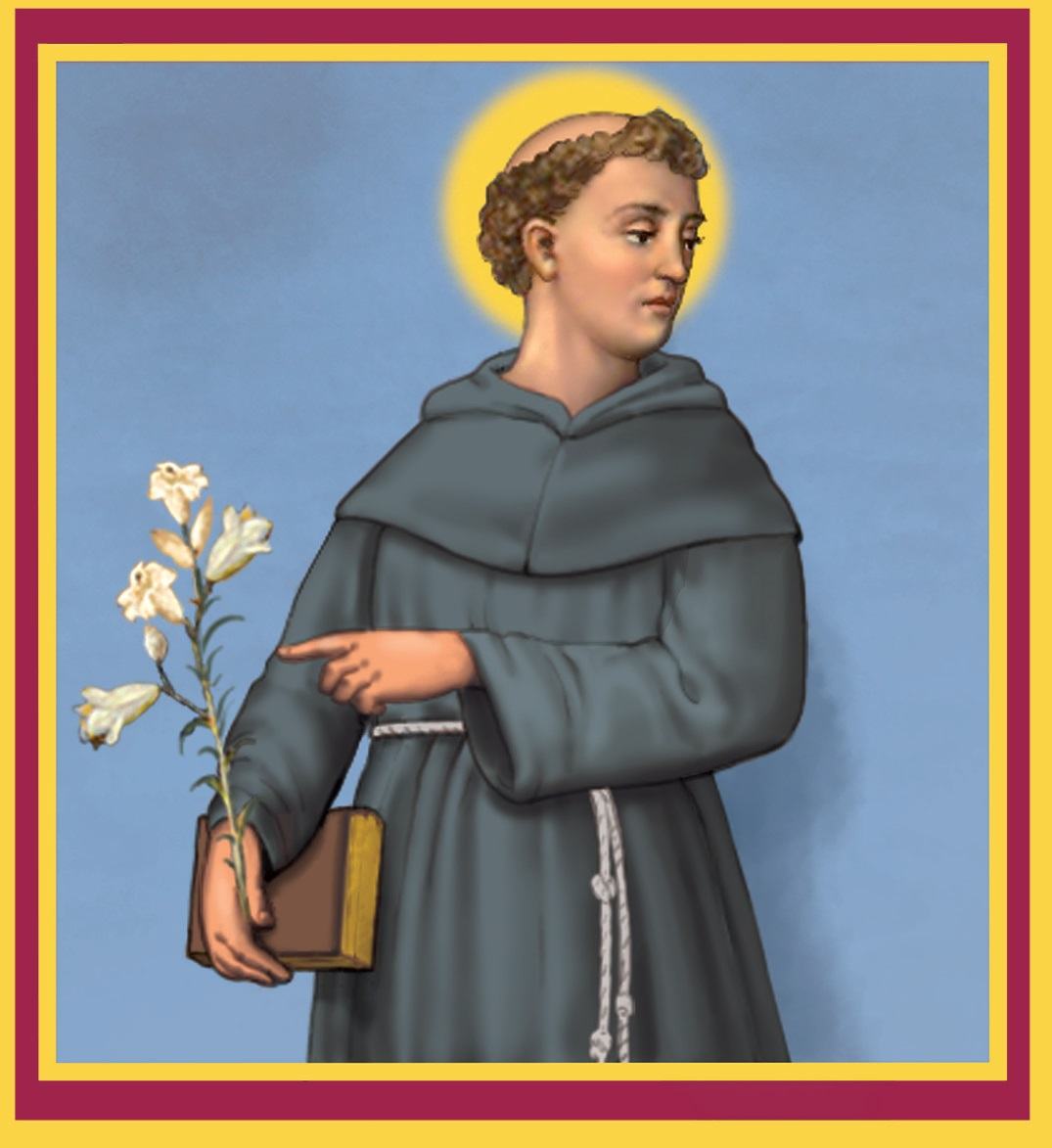
Sant'Antonio da Padova raffigurato sulla bandiera contarina

### La bordatura esterna inferiore

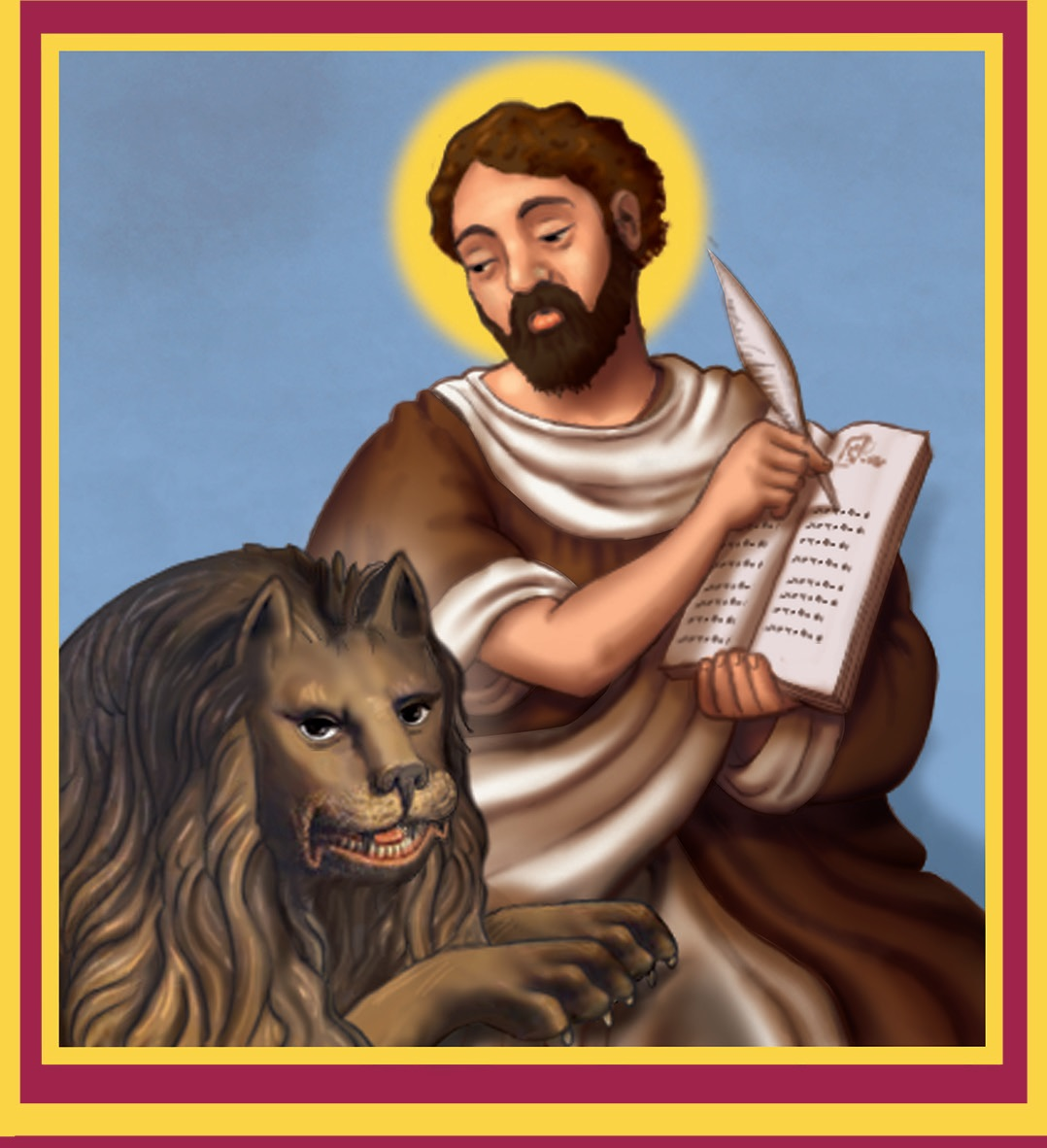
L'evangelista Marco con il leone accucciato, principale patrono di Venezia assieme alla Madonna Annunziata e a san Lorenzo Giustiniani.

Sant'Antonio di Padova
Nella bordatura esterna inferiore, in basso, a sinistra, compare sant'Antonio di Padova (1195-1231), dottore della Chiesa e acclamato taumaturgo per i suoi miracoli. Anch'egli, portoghese di nascita e vissuto a Padova soltanto negli ultimi quattro anni della sua vita, è patrono secondario di Venezia. Sul vessillo è raffigurato con i tradizionali simboli del giglio e del libro in mano, ad attestarne la purezza di costumi, la scienza e l'intransigente difesa della dottrina cattolica. Il santo indica con il dito il giglio, per ammonire sull'importanza di una vita moralmente retta.

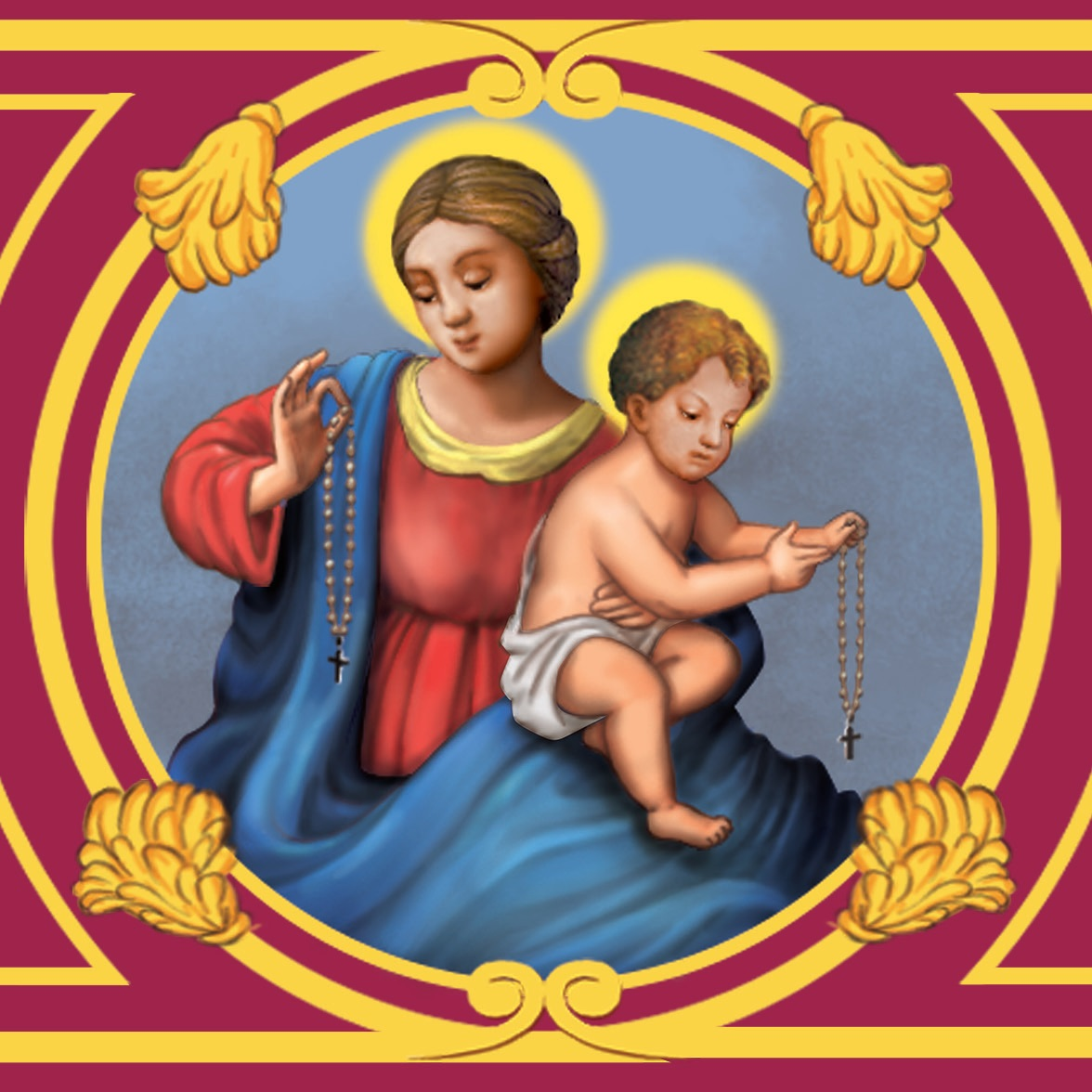
La Madonna del Rosario col Bambino in braccio.

Madonna del Rosario
Nel tondo al centro della bordatura inferiore si trova la Madonna del Rosario. La festa della Madonna del Rosario fu istituita con il nome di "Madonna della Vittoria" dal papa Pio V a ricordo della battaglia di Lepanto, svoltasi il 7 ottobre del 1571, nella quale la flotta della Lega Santa (formata da Spagna, Repubblica di Venezia e Stato della Chiesa) sconfisse quella dell'Impero ottomano. Il successore di Pio V, papa Gregorio XIII, trasformò l'intitolazione in "Madonna del Rosario": i cattolici attribuirono il merito della vittoria alla protezione della Vergine, che avevano invocato recitando il rosario prima della battaglia. Anche il Senato Veneto aderì alla interpretazione della vittoria a Lepanto favorita dalla Chiesa cattolica e fece scrivere, nella sala delle sue adunanze: «Non virtus, non arma, non duces, sed Maria Rosarii victores nos fecit» ('Non il valore, non l'armi, non i condottieri, ma Maria del Rosario ci ha resi vittoriosi').
Il Bambino Gesù regge nella mano sinistra la corona del Rosario, che indica contemporaneamente con la destra; il viso assorto è rivolto verso il rosario e in particolare verso la croce, a contemplare il mistero della sua futura passione e morte.
San Marco
Nel rettangolo in basso a destra è raffigurato il principale patrono di Venezia, san Marco (I secolo d.C.), con il leone docilmente accucciato ai suoi piedi che poggia le zampe sul grembo dell'evangelista, quale segno di soggezione. San Marco è il patrono principale di Venezia insieme con la Madonna Annunziata e con san Lorenzo Giustiniani.
Il santo ha i tradizionali attributi del libro del vangelo, una penna d'oca e, appunto, il leone al suo fianco, assurto a simbolo dell'evangelista stesso e della Repubblica di Venezia. L'animale è rivolto con la testa verso l'osservatore, fissandolo frontalmente con maestosa dignità. Poggia entrambe le zampe sul grembo del santo, segno di docilità, come si è detto, ma anche di protezione.
Nativo della Giudea, san Marco si sarebbe recato ad Alessandria d'Egitto, dove pare abbia subito il martirio ad opera dei pagani. Diverse leggende medievali propongono un intreccio tra Venezia e le vicende del santo, in vita e in morte: dalla profezia sulla sua sepoltura in città, allorché avrebbe fatto naufragio a Rialto, fino alla miracolosa traslazione del suo corpo a Venezia e al prodigioso rinvenimento delle sue reliquie nella basilica a lui dedicata, dov'era stato nascosto in luogo segreto per evitare le profanazioni dei barbari. Ecco perché, a Venezia, le commemorazioni liturgiche del santo sono tre: il 25 aprile, la festa più importante; il 31 gennaio, memoria della traslazione del corpo del santo da Alessandria a Venezia; e il 25 giugno, festa dell'invenzione (nel senso latino di 'ritrovamento') dell'urna del santo, che era stata nascosta nella basilica.
Sempre secondo queste leggende, di cui si ha traccia soltanto a partire dal basso Medioevo, san Marco, viaggiando in nave da Aquileia verso Alessandria d'Egitto, su mandato di san Pietro, sarebbe stato colto da una tempesta e dovette approdare a Rialto. Il santo avrebbe trovato ospitalità in una povera capanna di pescatori e, in sogno, gli sarebbe apparso un angelo, che gli predisse: «Su questa isoletta, o Marco, un giorno una grande città meravigliosa sorgerà e in questa tu troverai il tuo ultimo riposo e avrai pace. Pax tibi, Marce, evangelista meus».
Secondo il domenicano Jacopo da Varazze, dopo che san Marco era stato ucciso in quanto cristiano ad Alessandria al tempo dell'imperatore Nerone, «i pagani volevano bruciare quel santo corpo, ma improvvisamente l'aria si turbò e caddero rovesci di grandine con fragore di tuoni e bagliori di folgore. Allora gli infedeli scapparono, lasciando intatto il corpo di Marco; i cristiani se ne impadronirono e con grande riverenza lo seppellirono in una chiesa». Nell'anno 828, tuttavia, il cadavere del santo fu trafugato con uno stratagemma da due mercanti veneziani, Buono da Malamocco e Rustico da Torcello, e trasportate, dopo essere state nascoste in una cesta di ortaggi e di carne di maiale, a Venezia, dove pochi anni dopo venne dato inizio alla costruzione della basilica intitolata al santo. Sempre secondo la Leggenda aurea di Jacopo da Varazze, molti miracoli costellarono la traslazione del corpo dell'evangelista dall'Egitto a Venezia, finché «la preziosa reliquia arriva a Rivo Alto. Le autorità religiose e civili si fanno processionalmente incontro. [...] Lo si depone in una stanza vicina al palazzo, in attesa di costruirvi la chiesa»..

### Le sei code della bandiera

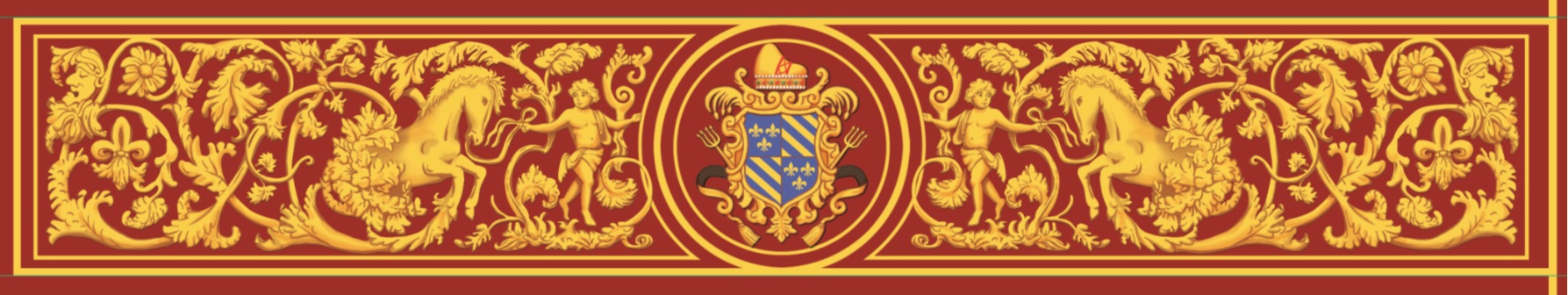

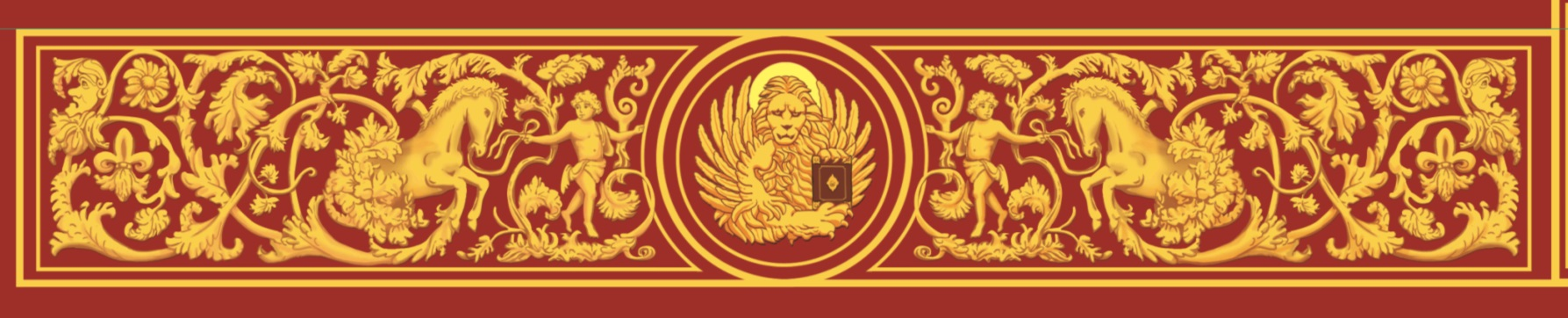
Le frange dispari e pari del gonfalone si alternano l'una all'altra, e hanno al centro il motivo del leone "in moleca" e lo stemma Contarini. I tondi sono sorretti da putti che tengono dei puledri alla briglia, simbolo delle passioni umane raffrenate e dominate con l'aiuto della grazia divina e assoggettate alla legittima autorità spirituale (la Chiesa) e temporale (il Doge).

Le frange, o code, o barbe, della bandiera contarina sono sei; ciascuna frangia presenta ricami dorati a carattere floreale e volute su fondo rosso amaranto, probabilmente ancora tralci di viti, come per la bordura superiore e inferiore attorno al leone. Cavalli e putti inframmezzano i motivi floreali, alle cui estremità, a sinistra e a destra, si ritrovano i gigli dorati di Francia.
I putti, collocati ai lati del tondo centrale di ciascuna barba, sostengono i cerchi con una mano e contemporaneamente, con l'altra, tengono aggiogati per le briglie dei cavalli. I cavalli dorati sono espressione di forza e vitalità, di vigore e virtù bellica, ma anche di nobiltà (un richiamo alla cavalleria medievale); i putti aggiogano i cavalli ai tondi centrali, dove si alternano il leone marciano "in moleca" e lo stemma dogale di Domenico Contarini, che rimanda alla forza dell'autorità politica. 
Negli angoli in alto, all'estrema sinistra e all'estrema destra di ciascuna frangia, si scorgono, tra il fogliame, dei volti dalle fattezze antropomorfe, ognuno diverso dall'altro da frangia a frangia: si tratta probabilmente di mascheroni, dai tipici lineamenti grotteschi di gusto barocco, o forse sono fauni, divinità italiche minori protettrici dei boschi, dell'agricoltura e della pastorizia.
Al centro della prima, terza e quinta frangia sta un cerchio con l'arma gentilizia del doge Contarini, sormontata dal corno o berretto dogale, affiancata in alto da flabelli, attorniata da un cartiglio e incrociata da due tridenti di Poseidone, dio del mare, a significare il dominio veneziano sui mari; invece nella seconda, quarta e sesta coda, nel cerchio centrale sta il leone accovacciato, con la testa posta di fronte e le ali aperte a ventaglio, detto "in moleca" (nella posizione cioè del granchio al momento della muta, moleca, in dialetto veneziano. Il leone marciano "in moleca" rappresenta la città che sorge dalle acque, quindi Venezia e le sue lagune; è, infatti, il modulo marciano più comune in questo territorio, mentre il Leone andante, più aulico, è quello che meglio esprime la rappresentanza dello Stato. Anche questo leone, al centro delle frange, è nimbato e tiene fra le zampe anteriori, sul petto, il libro chiuso, di colore rosso, borchiato e con fermagli, sigillato; lo tiene a destra, differenziandosi dalla maggioranza degli altri leoni marciani, che per solito tengono il libro a sinistra..

## Riproduzione della bandiera in epoca contemporanea
Nel 2018 un insieme di associazioni veronesi di area legittimista, tradizionalista cattolica e indipendentista (Comitato Veneto Indipendente, Comitato per la celebrazione delle Pasque Veronesi, Sindacato Libero) ha curato una riproduzione della bandiera, d'intesa con la Regione del Veneto, nella sede della quale è stata ufficialmente presentata il 13 marzo 2018. Il fumettista e illustratore sardo Oliviero Murru è stato incaricato di realizzarne il disegno, integrando le parti lacunose o usurate dal tempo e riproponendo l'originario splendore dei colori, ormai attenuati e ossidati nel vessillo originale seicentesco.

## Galleria d'immagini

Bandiera contarina sventolante
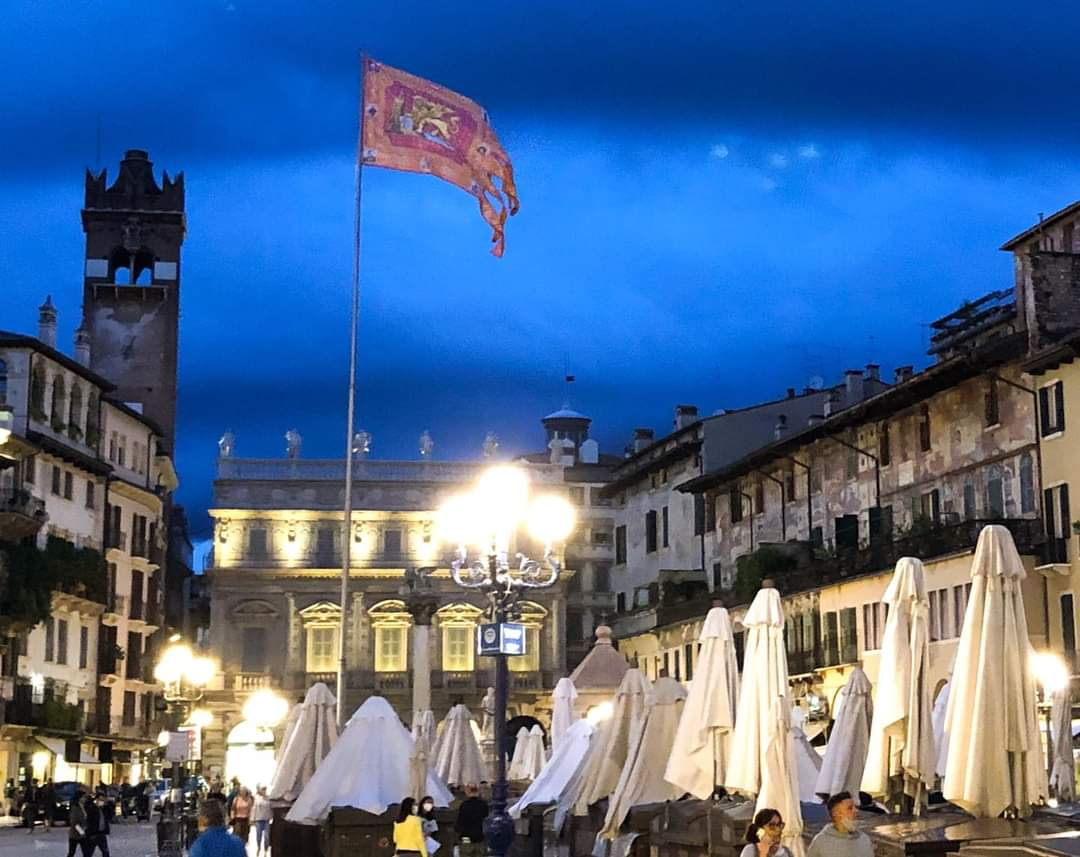
La bandiera in Piazza delle Erbe (Verona)
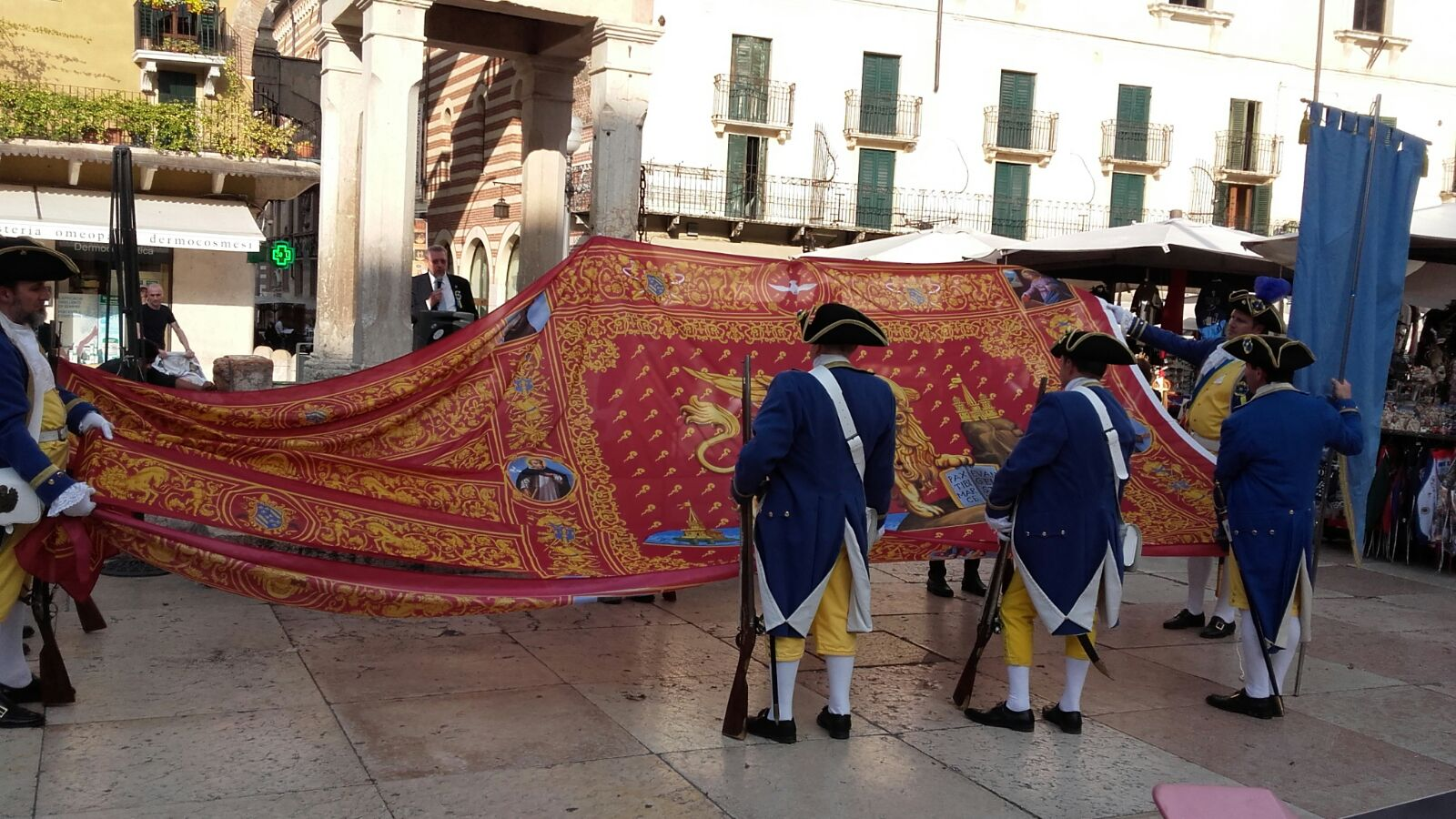
La bandiera durante una rievocazione in costume delle Pasque Veronesi
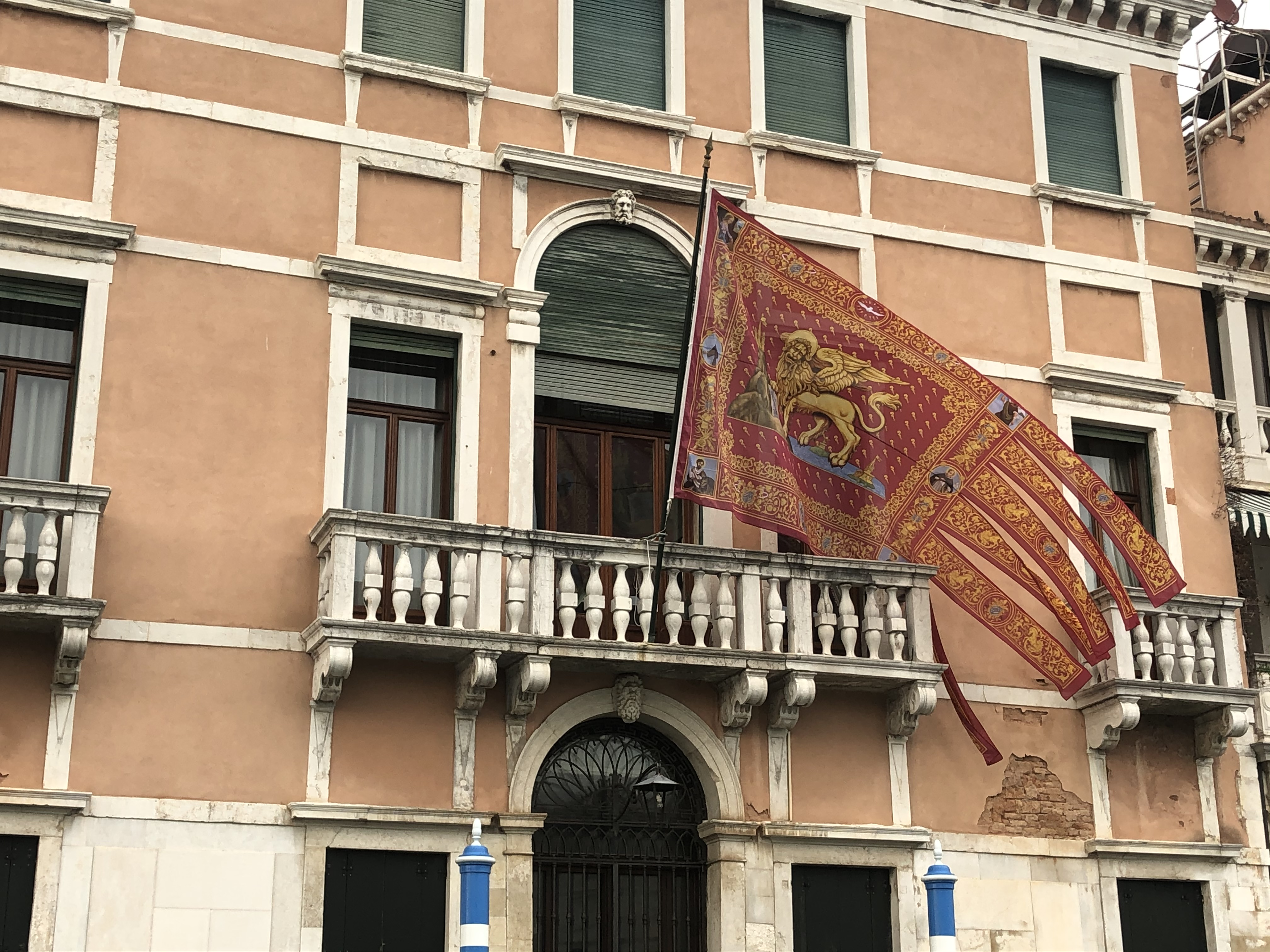
La bandiera sul Palazzino Alvisi, nel sestiere di San Marco, a Venezia
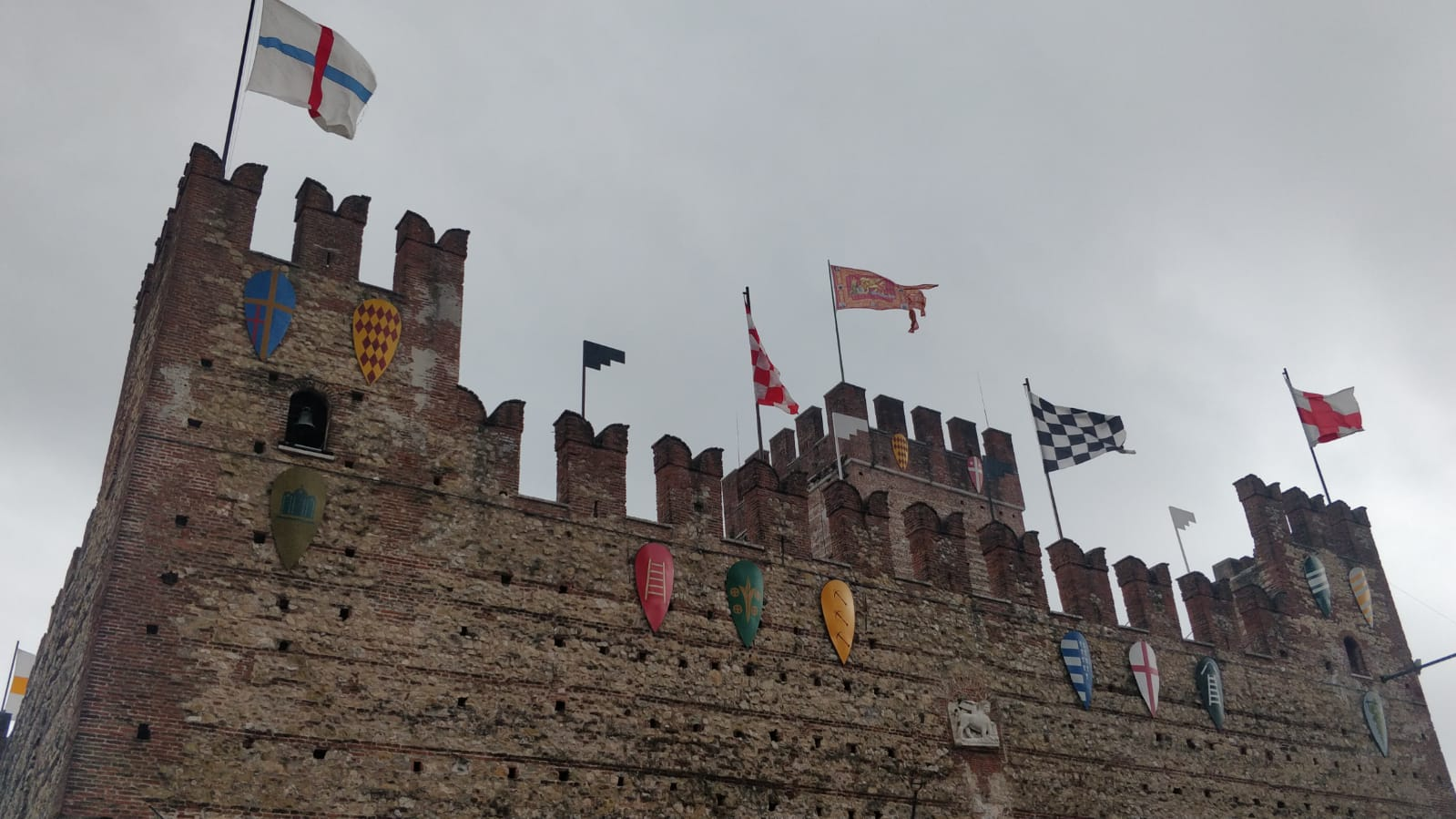
La bandiera sul castello scaligero di Marostica
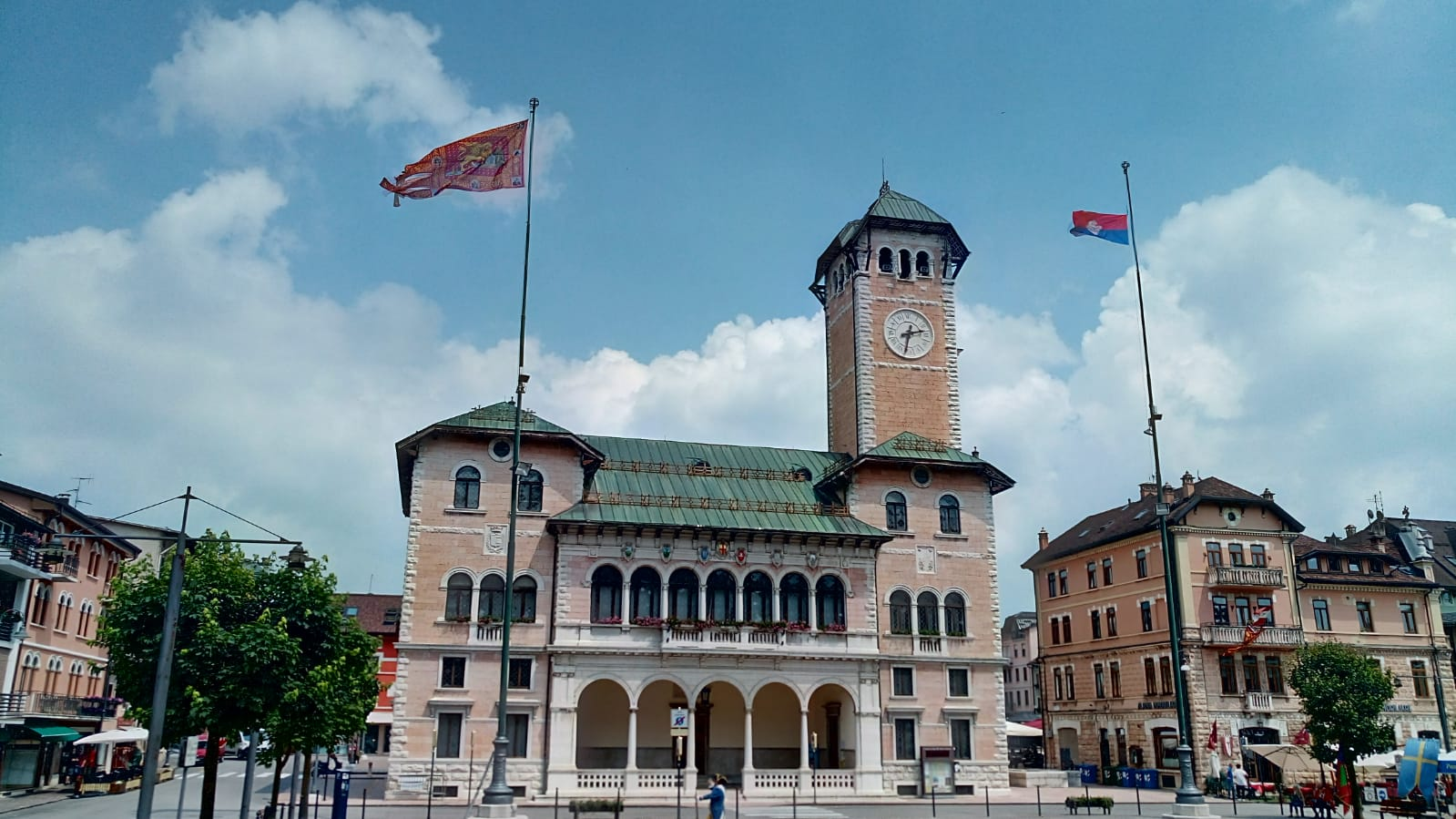
La bandiera contarina (a sinistra) e quella della Federazione dei Sette Comuni (a destra) in cima ai pennoni di Piazza Duomo ad Asiago,in occasione della commemorazione dei cimbri, caduti nella resistenza a Napoleone Bonaparte nel 1797 e nel 1809
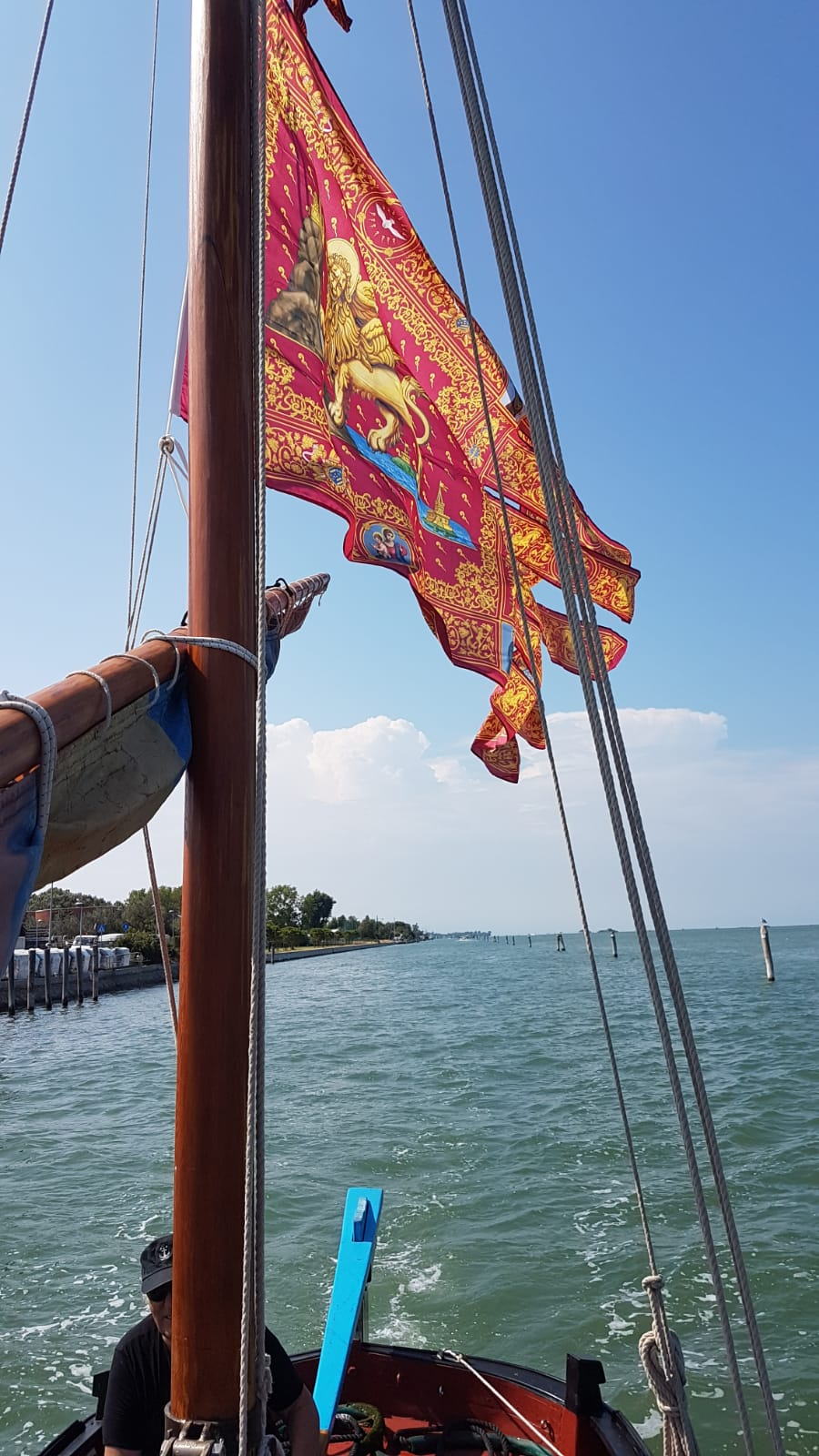
La bandiera su un'imbarcazione da diporto, nella laguna di Venezia
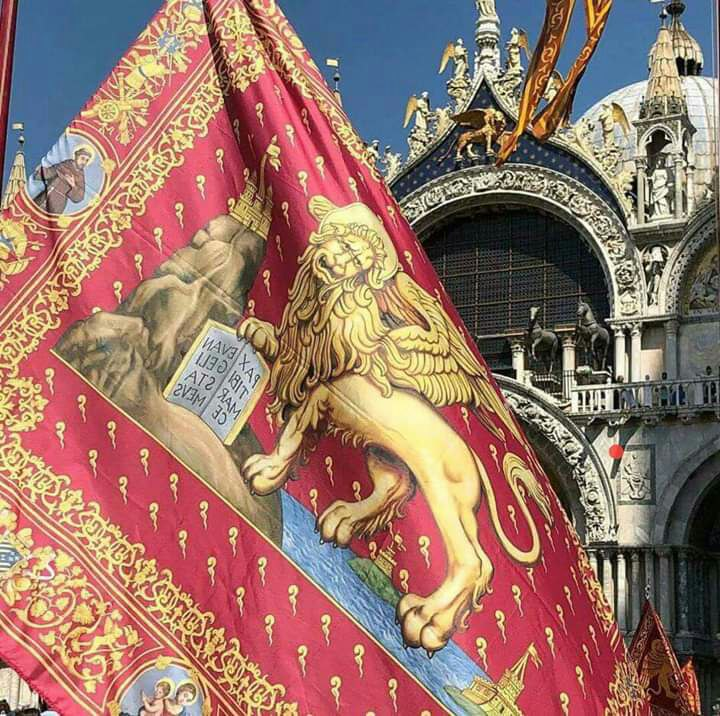
La bandiera innanzi alla Basilica di San Marco (Venezia)